# Etheostoma bellum
Etheostoma bellum är en fiskart som beskrevs av Zorach, 1968. Etheostoma bellum ingår i släktet Etheostoma och familjen abborrfiskar. Inga underarter finns listade i Catalogue of Life.